# Aguilar de Segarra
Aguilar de Segarra egy törvényhatóságú város Barcelona tartományban, Spanyolországban.

## Nevezetességek
- Castellar-kastély
- Aguilar-kastély
- Sant Andreu d'Aguilar templom
- Sant Miquel de Castellar templom
- Santa Magdalena de Còdol-Rodon templom
- Santa María de les Coromines templom
- Santa María del Grauet templom

## Népesség
A település lakosságának változását az alábbi diagram mutatja:
| Lakosok száma | 294  | 491  | 768  | 490  | 216  | 230  | 257  | 251  | 288  | 291  |
|               | 1717 | 1887 | 1936 | 1960 | 1986 | 2004 | 2009 | 2014 | 2019 | 2024 |

## Fordítás
- Ez a szócikk részben vagy egészben  az   Aguilar de Segarra című angol Wikipédia-szócikk fordításán alapul.  Az eredeti cikk szerkesztőit annak laptörténete sorolja fel. Ez a jelzés csupán a megfogalmazás eredetét és a szerzői jogokat jelzi, nem szolgál a cikkben szereplő információk forrásmegjelöléseként.